# شدوووو (استان ماسوویان)
شدوووو (به لهستانی:  Szydłowo) یک روستا در لهستان است که در گمینا شدوووو (استان ماسوویان) واقع شده‌است.